# Arthur Ehlert
Arthur Ehlert (* 1879; † 1946) war ein preußischer Verwaltungsjurist und Landrat im Kreis Dramburg, Provinz Pommern.

## Leben
Ehlert begann seinen beruflichen Werdegang im Jahr 1911 als Gerichtsreferendar und wurde 1914 zum Gerichtsassessor befördert. 1919 wirkte er probeweise bei der Regierung in Gumbinnen und war ab 1920 Regierungsassessor. Dann wirkte er vertretungsweise als Landrat in Dramburg. Als Landrat im Kreis Dramburg amtierte Ehlert von 1920/21 bis zum 6. April 1933, als er in den einstweiligen Ruhestand versetzt wurde.

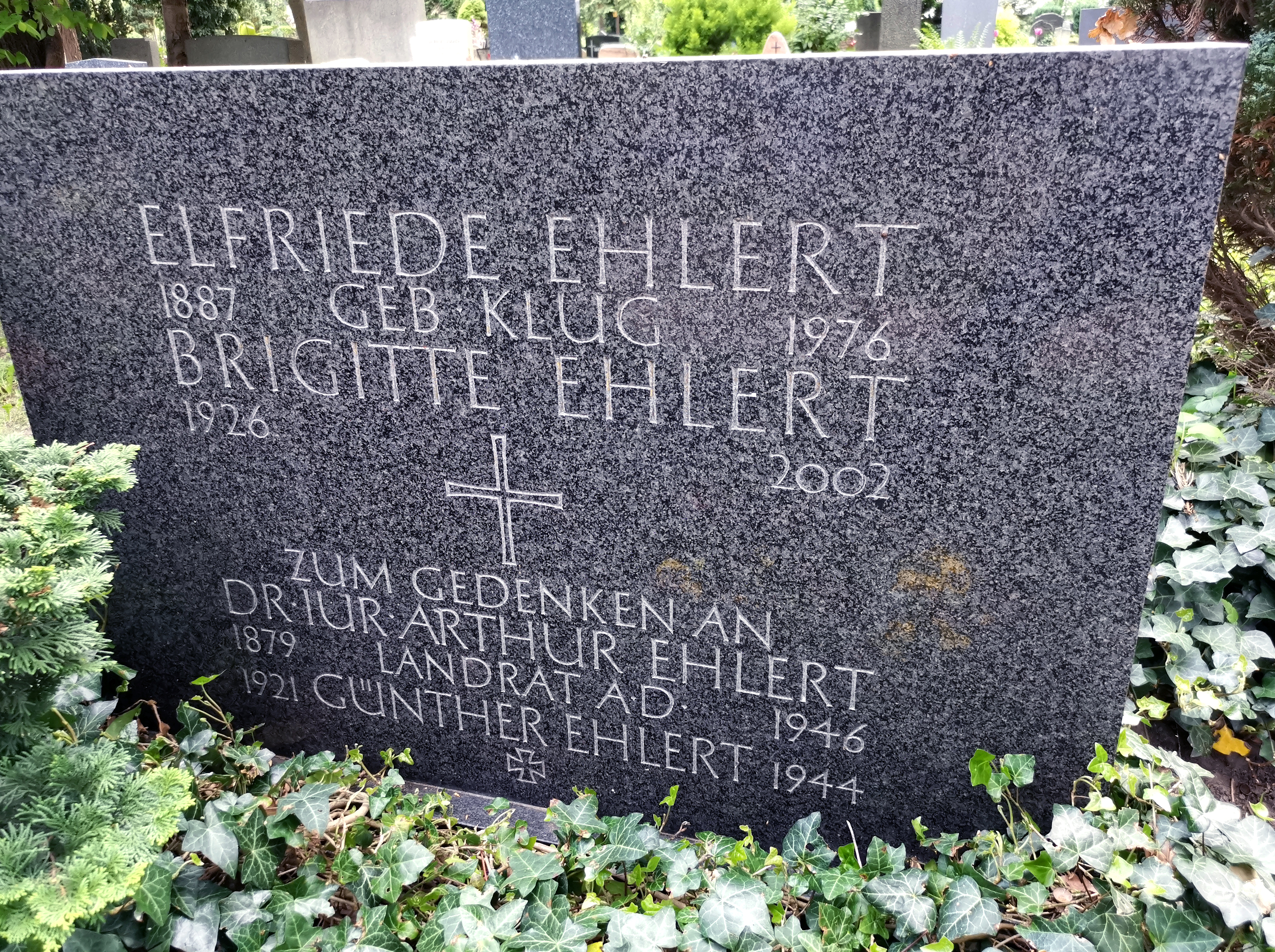
Gedenkstein auf dem Friedhof Alt-Schöneberg in Berlin

1920 heiratete er in Groß Raddow, Kreis Regenwalde Elfriede Klug (1887–1976).

## Schriften
- Die Rechtsstellung der Kinder aus nichtigen Ehen. Leipzig 1913 (Dissertation).